# Siringa temporizzata

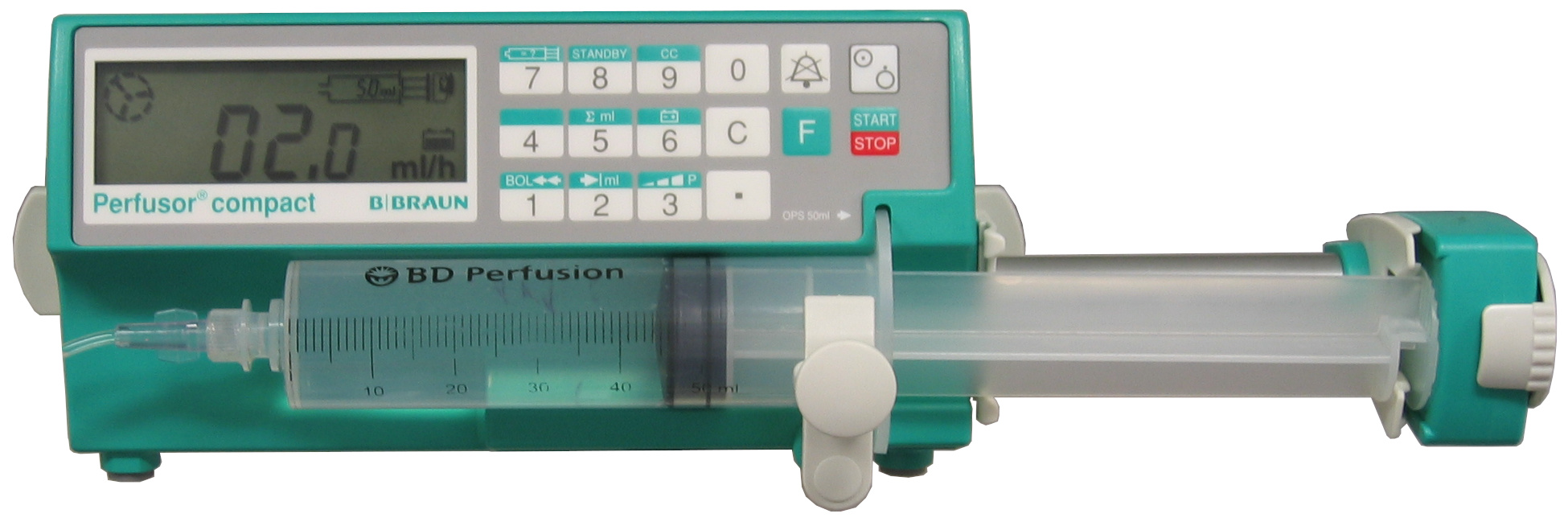
Una siringa temporizzata

Una siringa temporizzata è un dispositivo automatico utilizzato per la somministrazione di farmaci per via endovenosa. Esso è composto da una siringa per iniezione montata su un infusore automatico, al fine di regolare esattamente la velocità di infusione, e collegata a un deflussore per raggiungere l'ago posizionato in una vena periferica del paziente. 
Sebbene la maggiore utilità di tale dispositivo si riscontri nelle terapie endovenose con farmaci che richiedono un'infusione lenta e costante, le siringhe temporizzate sono utilizzate anche in chimica e ricerca biomedica.